# Herb Przeworska
Herb Przeworska – jeden z symboli miasta Przeworsk w postaci herbu.
Zatwierdzony zarządzeniem Ministra Spraw Wewnętrznych z dnia 2 marca 1939.

## Wygląd i symbolika
Herb przedstawia na błękitnej tarczy herbowej, opasanej złotą bordiurą, srebrny półksiężyc, a nad nim złotą sześcioramienną gwiazdę.
herb nawiązuje do herbu szlacheckiego Leliwa, którym posługiwał się Rafał Jarosławski z Przeworska, jeden z właścicieli miasta.